# Перстач китицецвітий
Перстач китицецвітий, перстач пірамідоквітковий (Potentilla thyrsiflora) — вид рослин з родини розових (Rosaceae), поширений у центральній і східній Європі.

## Опис
Багаторічна рослина заввишки 15–30 см. Прикореневі листки з 5–7 листочків, довгасто-оберненояйцеподібні, з клиноподібною основою і дуже розширеною верхівкою, на краях з 3–6 зубчиками з кожного боку. Листки зверху світло-зелені, майже голі або вкриті б.-м. густими простими волосками, знизу сіро-шерстисті. Пелюстки світло-жовті, 4–5 мм, довші за чашолистки.

## Поширення
Поширений у центральній і східній Європі: Латвія, Білорусь, Польща, Словаччина, Угорщина, Румунія, Молдова, Україна, Росія.
В Україні вид зростає на пісках, узліссях соснових лісів, у степах, іноді як сміття біля доріг — на Поліссі, у Лісостепу, розсіяно; у Степу, зрідка.